# Франсуа Коті (стадіон)
«Франсуа Коті» (фр. Stade François-Coty) — стадіон футбольного клубу «Аяччо», розташований в передмісті Аяччо на острові Корсика, Франція. Місткість стадіону 10660 глядачів.

## Історія
Стадіон «Франсуа Коті» було урочисто відкрито 1 грудня 1968 року з нагоди корсиканського дербі між клубами «Аяччо» та «Бастія». «Parc des Sports de l'ACA» — перша назва стадіону. У 1971 році він був перейменований на «Стад Франсуа Коті» на честь колишнього мера міста Аяччо Франсуа Коті (1874—1934). Серед уболівальників стадіон носить прізвисько «Stade Timizzolo».
Стадіон отримав кілька незначних оновлень та косметичний ремонт у 2000-х роках. Східну трибуну було завершено у 2010 році, що дозволило стадіону відповідати рівню Ліги 1. До цього «Аяччо», граючи в Лізі 2, побоювався заборони з боку керівників Ліги 1 щодо їхньої участі в лізі через старість стадіону. Зараз стадіон складається з трьох трибун, а південна частина залишається відкритою. Така проміжна ситуація дозволяє стадіону бути одним із небагатьох, з якого відкривається широкий та красивий огляд на Середземне море.

## Галерея

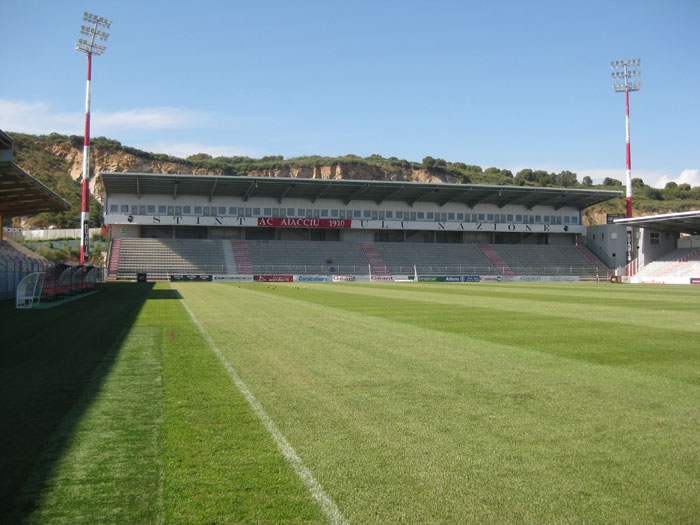
Північна трибуна Антуан Фаедда
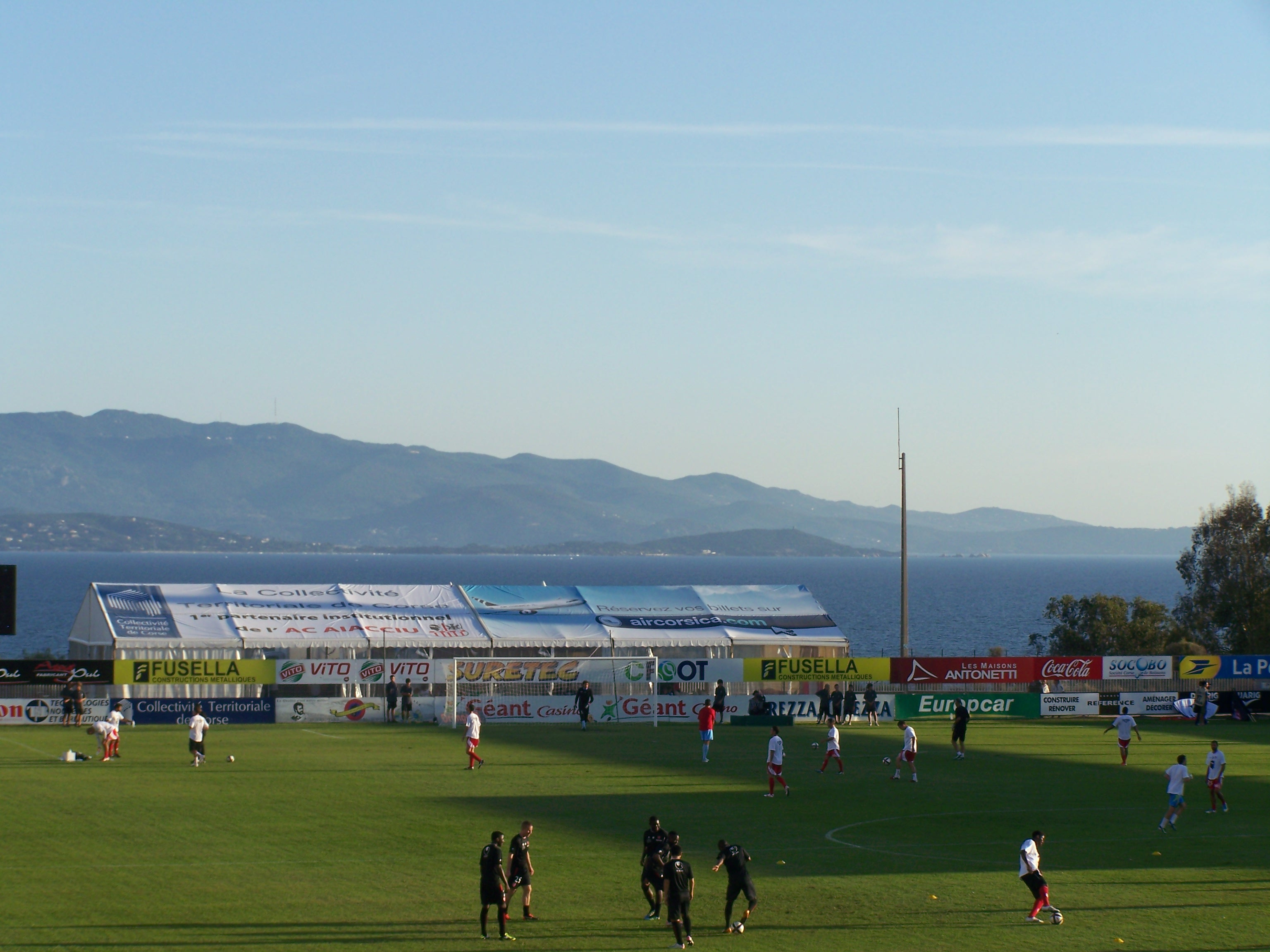
Вид на Середземне море
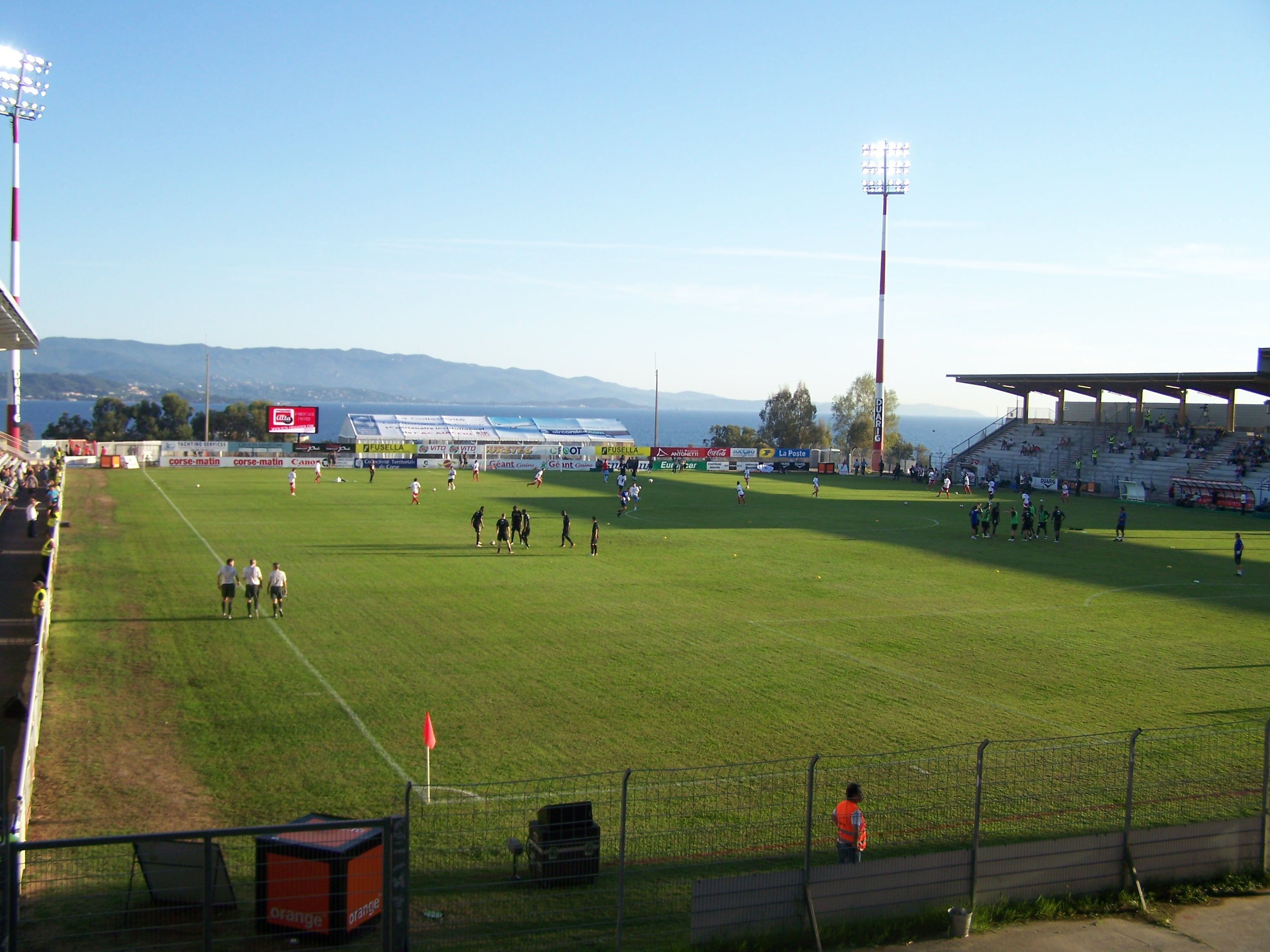
Інтер'єр стадіону